# Uganda People's Congress

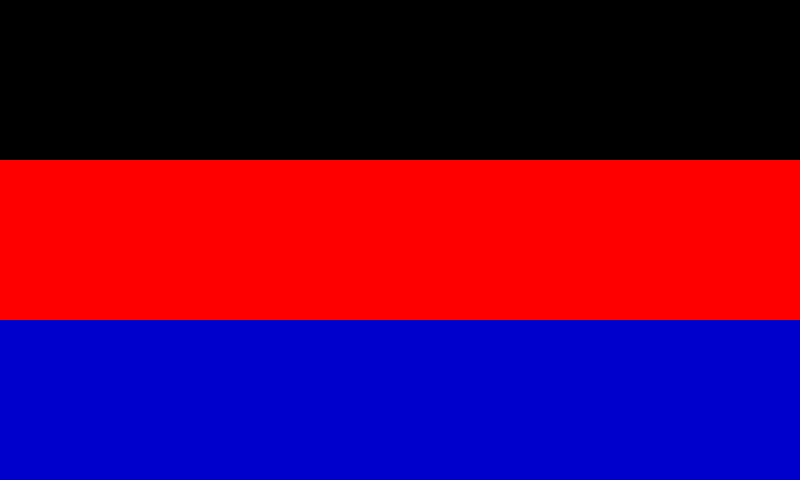
Vlag van Uganda People's Congress

Het Uganda People's Congress (Nederlands: Oegandees Volkscongres) is een Oegandese politieke partij.
Het UPC werd op 9 maart 1960 gevormd door Milton Obote. Het UPC was tegen de hegemonie van de deelstaat (koninkrijk) Boeganda, net als de rooms-katholieke Democratic Party van Benedicto Kiwanuka, alleen was het UPC over het algemeen Protestants. Bij de eerste verkiezingen voor de Wetgevende Vergadering van maart 1961 behaalde het UPC 35 zetels. De DP won er echter 43 en werd daarmee de grootste partij. De partij van de Kabaka (= koning) van Boeganda, de KY ("Koning Alleen") boycotte de verkiezingen. Een jaar later, aan de vooravond van de onafhankelijkheid van Oeganda, werden er opnieuw verkiezingen gehouden die in een overwinning van het UPC resulteerden. Het UPC behaalde 43 zetels, de KY en de DP ieder 24. Obote vormde een coalitie-regering met de KY en in oktober 1962 werd Oeganda een republiek met Kabaka Edward Mutesa II van Boeganda als president en Milton Obote als premier.
In 1966 werd de Kabaka als president afgezet en werd de autonomie van Boeganda en de andere koninklijke deelstaten ingetrokken. Obote werd uitvoerend president en de UPC werd de enige toegestane partij. In 1969 presenteerde Obote Het Handvest van de Gewone Man waarin hij een socialistische koers uitstippelde voor Oeganda. Obote nationaliseerde de buitenlandse (Britse) ondernemingen. In 1971 pleegde Idi Amin Dada een staatsgreep waarbij Obote werd afgezet. Amin verbood alle politieke partijen. De UPC ging ondergronds, en kwam pas in 1979, na de val van Amin weer bovengronds. Bij de verkiezingen van 10 en 11 december 1980 behaalde UPC 69 van de 126 zetels in het parlement en werd Obote voor de tweede maal president van Oeganda.
In januari 1985 werd Obote afgezet en sindsdien is de UPC niet aan de macht. De UPC is de grootste en belangrijkste oppositiepartij in het hedendaagse Oeganda. Politieke partijen mochten tussen 1986 en 2005 van president Yoweri Museveni bestaan, maar niet meedoen aan verkiezingen. Na een referendum in 2005 werd het partijen weer toegestaan om actief mee te doen aan de verkiezingen. Jimmy Akena, zoon van Milton Obote, is sinds 2015 voorzitter van het UPC.